# Limnophora invada
Limnophora invada este o specie de muște din genul Limnophora, familia Muscidae, descrisă de Huckett în anul 1966.
Este endemică în California. Conform Catalogue of Life specia Limnophora invada nu are subspecii cunoscute.